# Galumnopsis ruginervis
Galumnopsis ruginervis är en kvalsterart som beskrevs av Balogh 1962. Galumnopsis ruginervis ingår i släktet Galumnopsis och familjen Galumnellidae. Inga underarter finns listade i Catalogue of Life.